# Påläng
Påläng (lokal auch Pålänge) ist ein Ort (tätort) in der schwedischen Provinz Norrbottens län, in der historischen Provinz (landskap) Norrbotten.
Påläng gehört zur Gemeinde Kalix und innerhalb dieser seit 1. Januar 2016 zum Distrikt Nederkalix, benannt nach dem Kirchspiel (socken), das diesen Namen seit 1644 trägt. Es liegt gut 40 km Luftlinie nordöstlich der Provinzhauptstadt Luleå und gut 12 km südwestlich von Kalix, unweit einer Bucht der Bottenwiek der Ostsee. Die Bucht trägt südlich den Namen Rånöfjärden, westlich Siknäsfjärden.
Durch den Ort verläuft die sekundäre Provinzstraße BD 703, die in Rolfs bei Kalix von der Europastraße 4 (Europaväg 4) abzweigt und von Påläng weiter entlang der Küste nach Sören führt; von dort besteht beim 15 km entfernten Töre wiederum Anschluss an die E 4.
Der Ort wurde erstmals im 15. Jahrhundert urkundlich erwähnt.